# 添妝與添箱
添妆與添箱是指婚禮中親友給新娘添嫁妝和私房錢。添妆又称添房或助妆，女家方嫁女的吉日写成喜贴，送往各亲友家，凡接到喜贴的亲友，一般均以钱物为礼送至女家贺喜。添妆是用亲友之资助为新娘添置嫁妆，不将钱物直接给新娘，而是给新娘父母或长辈。添箱即为添置新娘的压箱钱（私房钱）。如果嫁妆达到自宋以来，历代法律规定的最低法定标准，即聘礼的一半，所余女方亲友之资助则用作新娘的私房钱，所以添箱私房钱是婚后妻子自用，夫家不能也无权动用，而且不同于嫁妆，私房钱不用像嫁妆那样传至子女，所以如果嫁妆没有等于或高于聘礼时，新娘的私房钱绝对不可等于或高于嫁妆。满族也有此婚俗礼仪，但不称添箱而称填箱。
除金钱外，中国各地都有在送新娘贺礼时送布料和送鞋的习俗，有些地方则有新娘须把亲朋所赠布料拿出一些交回弟妹，寓意有来有回，不会忘了娘家人。